# Фелпс, Джейси
Джейси Фелпс (англ. Jaycie Lynn Phelps, род. 26 сентября 1979, Индианаполис)  — американская спортивная гимнастка, член знаменитой олимпийской женской команды США по спортивной гимнастике 1996 года, когда американки впервые стали олимпийскими чемпионками. Также является серебряным и бронзовым призёром чемпионатов мира (тоже оба раза в командных соревнованиях) и чемпионатов США в абсолютном многоборье.